# Хуанлу Санчес
Хуа́н Луї́с Са́нчес Вела́ско (ісп. Juan Luis Sánchez Velasco), також відомий просто як Хуа́нлу Са́нчес (ісп. Juanlu Sánchez) або Хуа́нлу (ісп. Juanlu); нар. 15 серпня 2003, Севілья) — іспанський футболіст, захисник клубу «Севілья». Олімпійський чемпіон 2024 року.

## Клубна кар'єра
Почав займатися футболом в клубі «Лос-Камінантес» у віці 6 років. Наступного року перейшов до «Сан-Альберто Магно», а 2015 року приєднався до структури клубу «Севілья» у віці 12 років. 13 серпня 2019 року підписав з клубом «Севілья» свій перший професіональний контракт і був переведений до резервної команди із Сегунди Б. Дебютував у Сегунді Б 24 серпня 2019 року в матчі з «Єклано».
У складі першої команди «Севільї» дебютував 15 грудня 2021 року, вийшовши в стартовому складі матчу другого раунду Кубка Іспанії проти клубу «Андрач». Дебютував в Ла-Лізі 21 грудня в матчі проти «Барселони», вийшовши на заміну Алехандро Гомесу.
8 серпня 2022 року відправився на правах оренди до клубу «Мірандес» із Сегунди Дивізіону до кінця сезону. 13 серпня дебютував за «Мірандес» в матчі Сегунди проти хіхонського «Спортінга». 6 грудня забив свій перший гол в професіональній кар'єрі в матчі Сегунди проти «Леганеса». Всього в сезоні 2022–23 провів за «Мірандес» 38 матчів і забив 2 голи.
1 липні 2023 року повернувся з оренди до основного складу «Севільї». 19 липня став володарем першого розіграшу Кубка виклику УЄФА-КОНМЕБОЛ 2023, допомігши своїй команді обіграти еквадорський клуб «Індепендьєнте». 16 серпня року став фіналістом Суперкубка УЄФА 2023, вийшовши на заміну Оліверу Торресу, а «Севілья» поступилась «Манчестер Сіті» у серії післяматчевих пенальті. 20 вересня дебютував в Лізі чемпіонів УЄФА в матчі групового етапу проти «Ланса». 26 вересня віддав свою першу результативну передачу в Ла-Лізі в матчі проти «Альмерії».. 7 січня 2024 року забив свій перший гол за «Севілью», який приніс перемогу команді в матчі третього раунду Кубка Іспанії проти клубу «Расінг» (Ферроль).
16 серпня 2024 року в матчі проти «Лас-Пальмаса» забив свій перший гол в Ла-Лізі.
10 квітня 2025 року продовжив контракт з клубом до літа 2029 року.

## Кар'єра в збірній
Виступав за збірні Іспанії до 16, до 17, до 18 і до 19 років. З 2023 року викликається до молодіжної збірної Іспанії (до 21 року).
26 червня 2024 року потрапив до заявки олімпійської збірної Іспанії для участі в матчах футбольного турніру на літніх Олімпійських іграх 2024 в Парижі. На олімпійському турнірі зіграв у матчах групового етапу проти збірних Домініканської Республіки та Єгипту. Також грав у півфінальному поєдинку проти збірної Марокко, відзначившись переможним голом, що вивів іспанців у фінал. Грав у фінальному матчі проти збірної Франції (5–3), допомігши своїй команді здобути золоті медалі.
В червні 2025 року потрапив в заявку збірної до 21 року на молодіжний чемпіонат Європи в Словаччині. На турнірі провів чотири матчі, а його команда дійшла до чвертьфіналу, де поступилась англійцям.

## Статистика виступів
Станом на 25 травня 2025
| Клуб              | Сезон             | Чемпіонат         | Чемпіонат | Чемпіонат | Кубок | Кубок | Єврокубки | Єврокубки | Інші  | Інші | Всього | Всього |
| Клуб              | Сезон             | Дивізіон          | Матчі     | Голи      | Матчі | Голи  | Матчі     | Голи      | Матчі | Голи | Матчі  | Голи   |
| ----------------- | ----------------- | ----------------- | --------- | --------- | ----- | ----- | --------- | --------- | ----- | ---- | ------ | ------ |
| Севілья           | 2021–22           | Ла-Ліга           | 1         | 0         | 1     | 0     | 0         | 0         | —     | —    | 2      | 0      |
| Севілья           | 2023–24           | Ла-Ліга           | 25        | 0         | 4     | 1     | 6         | 0         | 1     | 0    | 36     | 1      |
| Севілья           | 2024–25           | Ла-Ліга           | 32        | 4         | 3     | 1     | 0         | 0         | 0     | 0    | 35     | 5      |
| Севілья           | Всього            | Всього            | 59        | 4         | 8     | 2     | 6         | 0         | 1     | 0    | 74     | 6      |
| → Мірандес        | 2022–23           | Сегунда Дивізіон  | 38        | 2         | 1     | 0     | —         | —         | —     | —    | 39     | 2      |
| Всього за кар'єру | Всього за кар'єру | Всього за кар'єру | 92        | 6         | 9     | 2     | 6         | 0         | 1     | 0    | 110    | 8      |

1. ↑  Матчі в Лізі чемпіонів УЄФА
2. ↑  Матчі в Суперкубку УЄФА

## Досягнення
«Севілья»
- Фіналіст Суперкубка УЄФА: 2023[35]
- Володар Кубка виклику УЄФА–КОНМЕБОЛ: 2023[36]

Збірна Іспанії (олімп.)
- Олімпійський чемпіон: 2024[37]